# Jessica Collins
Jessica Lynn Capogna, conocida artísticamente como Jessica Collins, (1 de abril de 1971) es una actriz estadounidense. Interpretó a Dinah Lee Mayberry en la telenovela de ABC Loving (1991-1994) y a Avery Bailey Clark en la telenovela de CBS The Young and the Restless (2011-2015), por la que ganó un Premios Daytime Emmy. También interpretó a Meredith Davies en Tru Calling de Fox y apareció en papeles recurrentes y como invitada en muchos otros programas.

## Primeros años de vida
Collins nació en Schenectady, Nueva York. Asistió a Amsterdam High School en Amsterdam, Nueva York. En 1988, ganó el título de Miss New York Teen USA y fue la primera finalista del concurso Miss Teen USA ese mismo año. Luego asistió al National Theatre de Londres y al Howard Fine Acting Studio en Los Ángeles.

## Carrera
Protagonizó la telenovela diurna de ABC Loving en el papel de Dinah Lee Mayberry de 1991 a 1994. Después apareció en las películas Leprechaun 4: In Space (1996), Best of the Best: Without Warning (1998) y Beautiful (2000), y fue estrella invitada en programas de máxima audiencia como Lois & Clark, Star Trek: Voyager, Beverly Hills, 90210 y Dawson's Creek.
Interpretó a Meredith Davies en Tru Calling de Fox Network de 2003 a 2004. Tuvo un importante papel recurrente en el drama de época de NBC, American Dreams, y luego apareció en la serie de corta duración Unscripted and Scoundrels. También protagonizó la comedia dramática de corta duración de ABC Big Shots de 2007 a 2008. En el cine, Collins interpretó papeles en Ritual (2002), Atrápame si puedes (2002), Dirty Love (2005), Live! (2007), y Open House (2010). Sus otros créditos televisivos incluyen CSI: Crime Scene Investigation, Dos hombres y medio, Nip/Tuck, It's Always Sunny in Philadelphia y NCIS.
En 2011, volvió a las telenovelas con el papel de Avery Bailey Clark en The Young and the Restless de CBS. En 2013 y 2016, fue nominada al premio Daytime Emmy a la mejor actriz de reparto en una serie dramática por su papel, y ganó en 2016. En mayo de 2015, Soap Opera Digest informó que Collins dejaría el programa y la última aparición de Avery se emitió el 21 de julio de 2015.
En febrero de 2019, se anunció que se unió al elenco del episodio titulado "Cracker Jack" de la próxima serie de antología de Netflix, Dolly Parton's Heartstrings.

## Vida privada
Collins se casó con Robert Tyler, su coprotagonista de Loving, el 11 de noviembre de 1996. La pareja se divorció el 15 de febrero de 2002, citando diferencias irreconciliables.
El 4 de mayo de 2016 se casó con el escritor y productor Michael Cooney. Ella y Cooney tienen una hija, nacida en enero de 2016.

## Filmografía

### Películas
| Año  | Película               | Rol                    | Notas                   |
| ---- | ---------------------- | ---------------------- | ----------------------- |
| 1996 | Leprechaun 4: In Space | Dra. Tina Reeves       | Directamente para vídeo |
| 1998 | Best of the Best 4     | Karina                 | Directamente para vídeo |
| 2000 | Beautiful              | Señorita Lawrenceville |                         |
| 2002 | Ritual                 | Jackie                 |                         |
| 2002 | Atrápame si puedes     | Peggy                  |                         |
| 2003 | Rey por un día         | Madre                  | Cortometraje            |
| 2005 | Dirty Love             | Mandy                  |                         |
| 2007 | Live!                  | Estrella joven         |                         |
| 2010 | Open House             | Lauren                 |                         |

### Televisión
| Año              | Título                             | Rol                               | Notas                                                                       |
| ---------------- | ---------------------------------- | --------------------------------- | --------------------------------------------------------------------------- |
| 1991–1994        | Loving                             | Dinah Lee Mayberry Alden          | Rol recurrente                                                              |
| 1992             | All My Children                    | Dinah Lee Mayberry Alden          | Roles recurrente e invitada; 23 de septiembre – 19 de octubre de 1992       |
| 1994             | Robin's Hoods                      | Celeste Fontaine / Celeste Baxter | Episodio: "Unto Thyself Be True"                                            |
| 1994             | M.A.N.T.I.S.                       | Corrine                           | Episodio: "Through the Dark Circle"                                         |
| 1995             | Coach                              | Bridget McDermott                 | Episodio: "Working Girl"                                                    |
| 1995             | Renegade                           | Grace                             | Episodio: "Family Ties"                                                     |
| 1995             | Lois & Clark                       | Mindy Church                      | Episodios: "We Have a Lot to Talk About", "Home Is Where the Hurt Is"       |
| 1996             | diagnosis: Murder                  | Wendy Windsor                     | Episodio: "A Model Murder"                                                  |
| 1996             | Life with Roger                    | Heather                           | Episodio: "The Way We Was"                                                  |
| 1997             | Star Trek: Voyager                 | Linnis Paris                      | Episodio: "Before and After"                                                |
| 1997             | Beverly Hills, 90210               | Jody Carlisle                     | Episodios: "Friends, Lovers and Children", "Child of the Night", "Deadline" |
| 2000             | Dawson's Creek                     | Sherry Eisler                     | Episodio: "To Green, with Love"                                             |
| 2002             | Off Centre                         | Kristi Lee                        | Episodio: "The Good, the Bad and the Lazy"                                  |
| 2002             | Andy Richter Controls the Universe | Leslie                            | Episodio: "Little Andy in Charge"                                           |
| 2002–2003        | American Dreams                    | Colleen                           | Rol recurrente (temporada 1)                                                |
| 2003–2004        | Tru Calling                        | Meredith Davies                   | Rol principal (temporada 1)                                                 |
| 2004             | The Ranch                          | Kim                               | TV film                                                                     |
| 2005             | Everwood                           | Cameron                           | Episodio: "Giving Up the Girl"                                              |
| 2005             | Unscripted                         | Jessica                           | Episodios: "1.8", "1.9", "1.10"                                             |
| 2005             | CSI: Crime Scene Investigation     | Missy                             | Episodio: "Dog Eat Dog"                                                     |
| 2006             | Dos hombres y medio                | Gloria                            | Episodio: "Walnuts and Demerol"                                             |
| 2007–2008        | Big Shots                          | Marla                             | Rol regular                                                                 |
| 2008             | Gary Unmarried                     | Leslie                            | Episodio: "Gary and Allison Brooks"                                         |
| 2009             | Nip/Tuck                           | Tracy Pierce                      | Episodio: "Lola Wlodkowski"                                                 |
| 2010             | Scoundrels                         | Valerie Bottoms                   | Rol recurrente (temporada 1)                                                |
| 2010             | CSI: Miami                         | Marcie Westerfield                | Episodio: "Happy Birthday"                                                  |
| 2011             | Memphis Beat                       | Margo                             | Episodio: "Troubled Water"                                                  |
| 2011; 2013; 2019 | It's Always Sunny in Philadelphia  | Jackie Denardo                    | 3 episodios                                                                 |
| 2011–2015        | The Young and the Restless         | Avery Bailey Clark                | Rol regular                                                                 |
| 2012             | NCIS                               | Judy Ford                         | Episodio: "Recovery"                                                        |
| 2014             | Perception                         | Anne-Marie Bishop                 | Episodio: "Prologue"                                                        |
| 2018             | 9-1-1                              | Christina Gallagher               | Episodio: "Heartbreaker"                                                    |
| 2018             | Grey's Anatomy                     | Denise                            | Episodio: "Flowers Grow Out Of My Grave"                                    |
| 2019             | Heartstrings                       | Monica                            | Episodio: "Cracker Jack"                                                    |
| 2021-2025        | Acapulco                           | Diane Davies                      | Elenco principal                                                            |

## Premios y nominaciones
| Año  | Otorgar                  | Categoría                                      | Título | Resultado     | Ref. |
| ---- | ------------------------ | ---------------------------------------------- | --- | ------------- | ---- |
| 1994 | Soap Opera Digest Awards | La estrella femenina más caliente              | rowspan="" style="background-color: var(--background-color-success-subtle, #cccccc); color:inherit;; text-align:center; vertical-align:middle;" \|                               |               |      |
| 1994 | Soap Opera Digest Awards | Mejor actriz principal joven                   | rowspan="" style="background-color: var(--background-color-success-subtle, #cccccc); color:inherit;; text-align:center; vertical-align:middle;" \|                               |               |      |
| 2013 | Premios Daytime Emmy     | Mejor actriz de reparto en una serie dramática | The Young and the Restless \| rowspan="" style="background-color: var(--background-color-success-subtle, #cccccc); color:inherit;; text-align:center; vertical-align:middle;" \| | [ 12 ]        |      |
| 2016 | Premios Daytime Emmy     | Mejor actriz de reparto en una serie dramática | rowspan="" style="background-color: var(--background-color-success-subtle, #cccccc); color:inherit;; text-align:center; vertical-align:middle;" \|                               | [ 13 ] [ 14 ] |      |